# Crystal note
『crystal note』（クリスタル・ノート）は、日本の女性歌手、ちょうちょ初となる同人ミニ・アルバム。2011年5月1日に発売された。

## 概要
- 本人自身が作詞作曲した全5曲にショボン書き下ろしのボーナストラックを収録している。
- 2011年5月1日、東京流通センター 第1展示場で開催されたメディアミックス同人即売会「M3」にて頒布[1]後、通販サイト「ThREE!」限定で販売された[2]。

## 収録曲
| 全作詞・作曲: ChouCho、全編曲: Reoh。 |                    |         |            |
| #                                     | タイトル           | 作詞    | 作曲・編曲 |
| 1.                                    | 「Silence」        | ChouCho | ChouCho    |
| 2.                                    | 「エンプティBOX」  | ChouCho | ChouCho    |
| 3.                                    | 「Bitter & Sweet」 | ChouCho | ChouCho    |
| 4.                                    | 「In the Garden」  | ChouCho | ChouCho    |
| 5.                                    | 「かえりみち」     | ChouCho | ChouCho    |

## 参加ミュージシャン・クレジット
| - Guitar(1,3,4,5) Sound Programming(3,4)：[TEST] - Drums(1,4,5) Bonus Track Produced：ショボン - Keyboards(1,5)：-nim- - Bass(4,5)：紅い流星 - Bass(1)：蒼い刹那 - Sound Programming(4)：HYBRID SENSE - Sound Programming(2)：Yuichiro Kotani | Recorded by ちょうちょ, [TEST], ショボン, 紅い流星, -nim-, 蒼い刹那, HYBRID SENSE, Yuichiro Kotani, Reoh Mixed by Yuichiro Kotani(1,2,3,4,5) [TEST](Bouns Track) Mastered by Yuichiro Kotani Art Design by ミハエル |